# 土屋健二
土屋 健二（つちや けんじ、1990年10月4日 - ）は、静岡県富士市出身の元プロ野球選手（投手）。左投左打。

## 経歴

### プロ入り前
野球人生のスタートは、小学3年生時に、後に出身高校の先輩となる松坂大輔の投球に衝撃を受けた事と後に語っている。
地元の「富士シニア」所属時代は投手として全国16強入りし、全日本選抜メンバーにも選出された。
2006年に横浜高校に進学。2007年秋の明治神宮大会では準優勝投手となった。この年の秋関東大会までは背番号1だったが、明治神宮大会では背番号10として出場した（エースとしての自覚を持ってほしい事から、監督が背番号を10に変更させた）。エースとして3年生時の春（2008年）に出場した第80回選抜大会は初戦（2回戦）で北大津高校の前に敗退するも、続く3年生時の夏の第90回選手権大会では浦和学院高校や広陵高校、仙台育英高校といった強豪を撃破したものの、準決勝で浅村栄斗を擁する大阪桐蔭高校に敗れベスト4。社会人野球のJR東日本入りが内定していたが、プロに対する気持ちが強くプロ志望届を提出した。
2008年プロ野球ドラフト会議で北海道日本ハムファイターズから4巡目で指名。契約金3,500万円、年俸580万円（金額は推定）という条件で入団した。背番号は37。

### 日本ハム時代
2010年はイースタンリーグで78奪三振で1位タイ、防御率3.34、勝利数7でいずれも2位の好成績を残し、ベースボール・マガジン社選定のビッグホープ賞を受賞した。しかしながら一軍では5.1投球回で10失点と苦しんだ。プライベートでは9月21日に第1子が誕生。
2011年は一度も一軍登録されなかった。翌2012年6月5日に2年ぶりに登録され、同日の広島東洋カープ戦にてその試合の先発投手・吉川光夫が危険球により退場処分となったため急遽登板するが、先頭の赤松真人に逆転本塁打を打たれるなどで一死も取れずに5失点で降板し、敗戦投手となった。同年内の登板はこの1試合のみに留まった。

### DeNA時代
2012年11月14日に、北篤との交換トレードで、横浜DeNAベイスターズへ移籍することが発表された。背番号は45。
2013年、移籍後初登板となった4月6日の対東京ヤクルトスワローズ戦でプロ初勝利を挙げる。この試合はアレックス・ラミレスの日本での通算2000本安打の達成試合でもあった。
2014年、イースタン・リーグ公式戦20試合に登板。1勝1敗3セーブ、防御率1.35という成績を残した。一軍公式戦では7試合の登板にとどまったため、シーズン終了後には球団からの戦力外通告を覚悟していたが、現状維持の推定年俸650万円で契約の更改に至った。
2015年、一軍公式戦への登板機会がなかった。10月4日に戦力外通告を受けたことから、11月10日にはシートバッティング形式の12球団合同トライアウト（草薙球場）に参加。打者3人を無安打に抑えたが、11月19日に現役引退を発表した。

### 現役引退後
現役引退を機に、アスリートマネジメント会社「M.H.B」の代表へ就任した。トレーニングの知識が豊富なダルビッシュ有と日本ハム時代に自主トレーニングを積んだ経験と、独学で身に付けたトレーニング理論を基に、パーソナルトレーナーとしても活動。また、2016年4月までに保険関連の資格を6つ取得したことを機に、保険代理業も営んでいる。

## 選手としての特徴
ノビのある直球とスライダー、チェンジアップが武器の左投手。変化球はその他ツーシーム、カットボール、カーブなども投げる。一方で、制球力を課題としている。
横浜高校時代は同校の先輩で同じ左腕である成瀬善久を意識したテークバックが小さく、球の出どころが見えにくいフォームが特徴であった。

## 詳細情報

### 年度別投手成績
| 年 度     | 球 団     | 登 板 | 先 発 | 完 投 | 完 封 | 無 四 球 | 勝 利 | 敗 戦 | セ 丨 ブ | ホ 丨 ル ド | 勝 率 | 打 者 | 投 球 回 | 被 安 打 | 被 本 塁 打 | 与 四 球 | 敬 遠 | 与 死 球 | 奪 三 振 | 暴 投 | ボ 丨 ク | 失 点 | 自 責 点 | 防 御 率 | W H I P |
| --------- | --------- | ----- | ----- | ----- | ----- | -------- | ----- | ----- | -------- | ----------- | ----- | ----- | -------- | -------- | ----------- | -------- | ----- | -------- | -------- | ----- | -------- | ----- | -------- | -------- | ------- |
| 2010      | 日本ハム  | 3     | 0     | 0     | 0     | 0        | 0     | 0     | 0        | 0           | ----  | 33    | 5.1      | 12       | 3           | 5        | 0     | 1        | 3        | 0     | 0        | 10    | 10       | 16.88    | 3.19    |
| 2012      | 日本ハム  | 1     | 0     | 0     | 0     | 0        | 0     | 1     | 0        | 0           | .000  | 5     | 0.0      | 4        | 1           | 1        | 0     | 0        | 0        | 0     | 0        | 5     | 5        | ----     | ----    |
| 2013      | DeNA      | 7     | 1     | 0     | 0     | 0        | 2     | 1     | 0        | 0           | .667  | 47    | 9.2      | 15       | 3           | 3        | 0     | 1        | 7        | 1     | 1        | 8     | 7        | 6.52     | 1.86    |
| 2014      | DeNA      | 7     | 0     | 0     | 0     | 0        | 0     | 1     | 0        | 1           | .000  | 35    | 6.2      | 11       | 0           | 3        | 0     | 1        | 3        | 0     | 0        | 7     | 4        | 5.40     | 2.10    |
| 通算：4年 | 通算：4年 | 18    | 1     | 0     | 0     | 0        | 2     | 3     | 0        | 1           | .400  | 120   | 21.2     | 42       | 7           | 12       | 0     | 3        | 13       | 1     | 1        | 30    | 26       | 10.80    | 2.49    |

### 記録
- 初登板：2010年4月28日、対オリックス・バファローズ7回戦（札幌ドーム）、7回表に3番手で救援登板、2回3失点
- 初奪三振：同上、8回表に鈴木郁洋から空振り三振
- 初勝利：2013年4月6日、対東京ヤクルトスワローズ2回戦（明治神宮野球場）、5回裏に2番手で救援登板、1回無失点
- 初先発登板：2013年4月29日、対東京ヤクルトスワローズ4回戦（横浜スタジアム）、1回2/3を6失点で敗戦投手

### 背番号
- 37 （2009年 - 2012年）
- 45 （2013年 - 2015年）